# Alberto Di Bernardo

a Compétitions nationales et continentales officielles uniquement.

b Matchs officiels uniquement.
Dernière mise à jour le 22 juillet 2018.
Alberto Di Bernardo, né le 4 novembre 1980 à Rosario, est un joueur d'origine argentine et de nationalité italienne de rugby à XV évoluant au poste de demi d'ouverture ou d'arrière.

## Biographie

### Carrière
- Jusqu'en 2005 : Jockey Club Rosario (Nacional de Clubes,  Argentine)
- 2005-2006 : L'Aquila Rugby (Super 10,  Italie)
- 2006-2007 : Cornish Pirates (Championship,  Angleterre)
- 2007-2009 : Leeds Carnegie (Premiership,  Angleterre)
- 2009-2011 : CS Bourgoin-Jallieu (Top 14,  France)
- 2011-2014 : Benetton Trévise (Pro12,  Italie)
- 2014-2018 : Jockey Club Rosario (Nacional de Clubes,  Argentine).

## Palmares

### En Club
- Vainqueur du Championnat d'Angleterre de 2e division en 2009